# Kitanomaru-Park

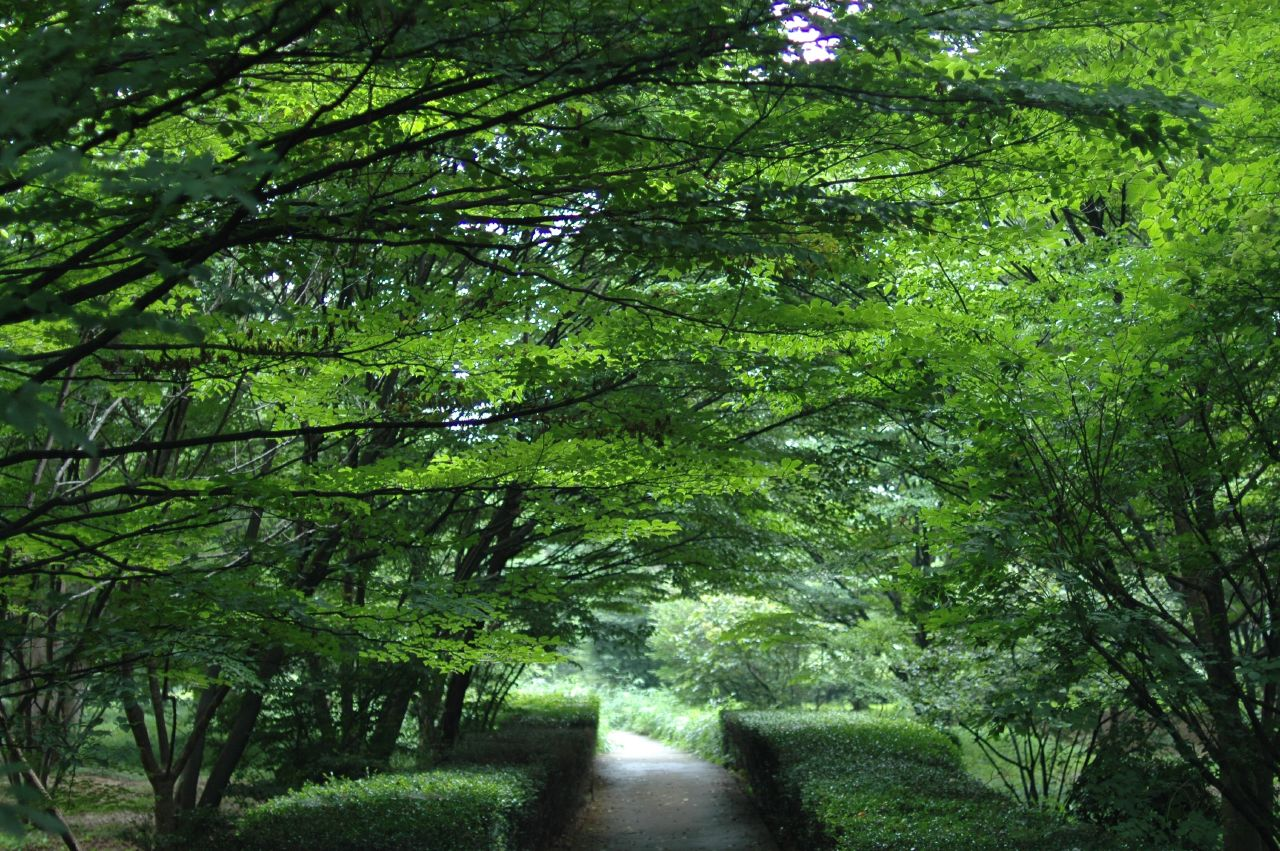
Kitanomaru-Park

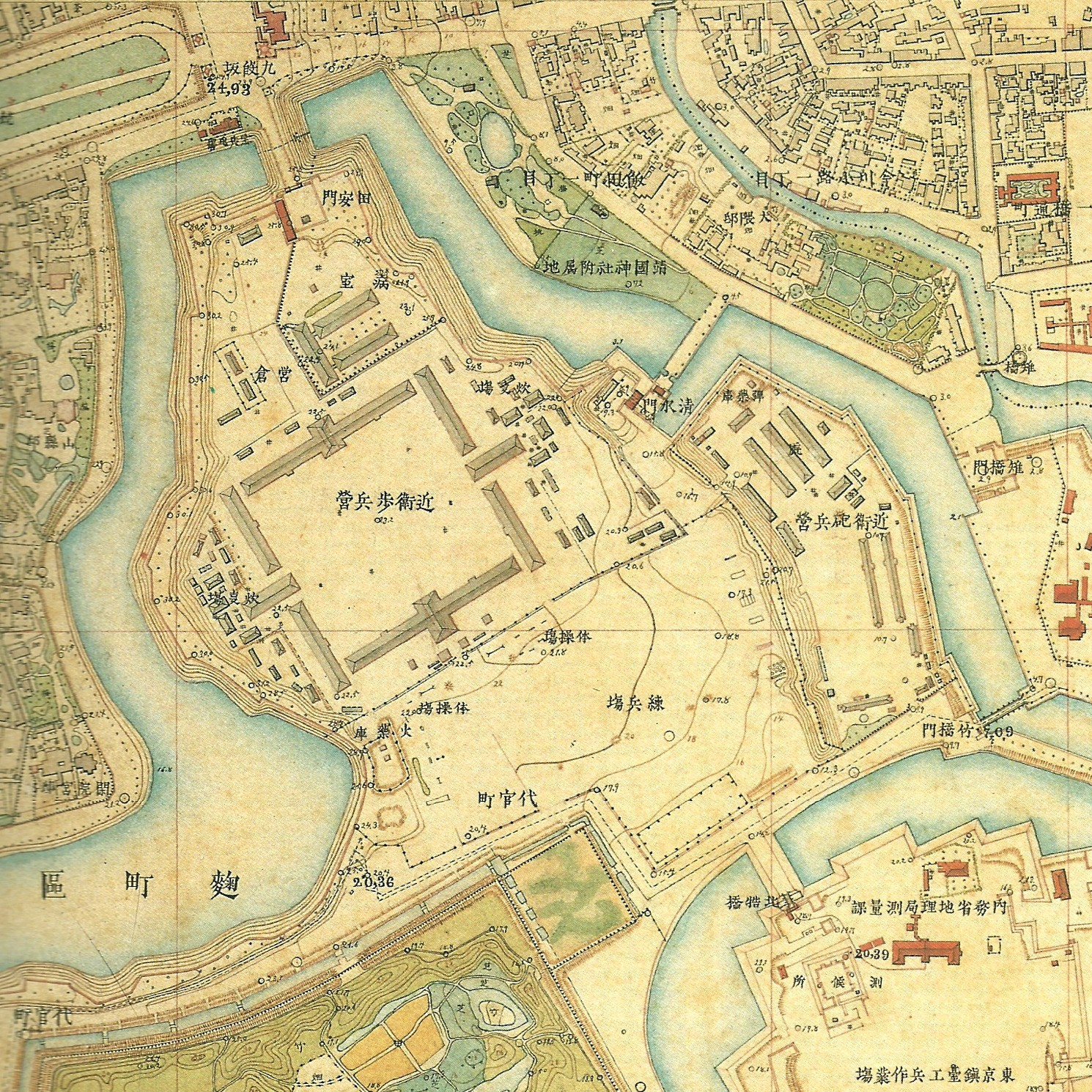
Kitanomaru 1883

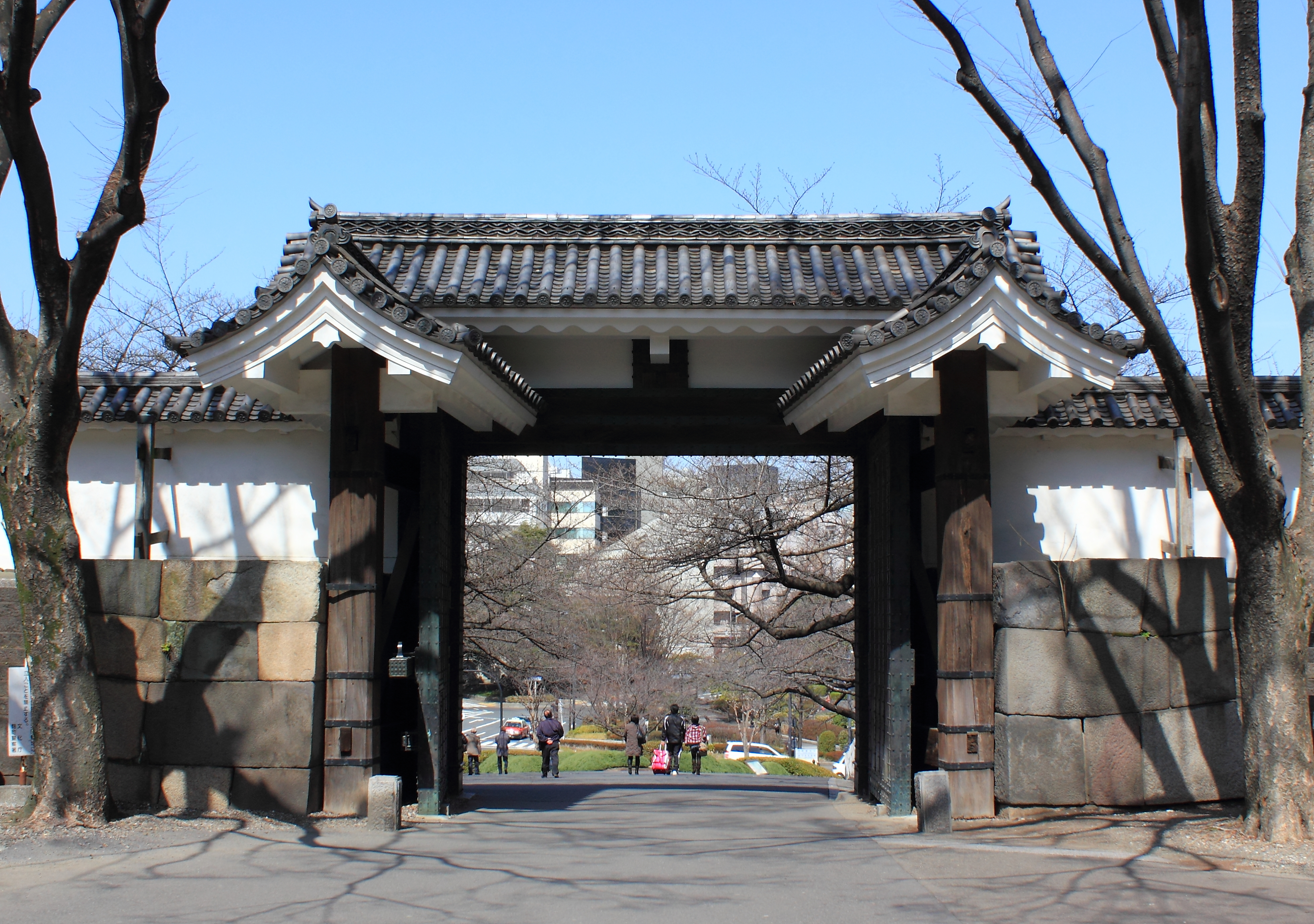
Vortor des Tayasu-mon

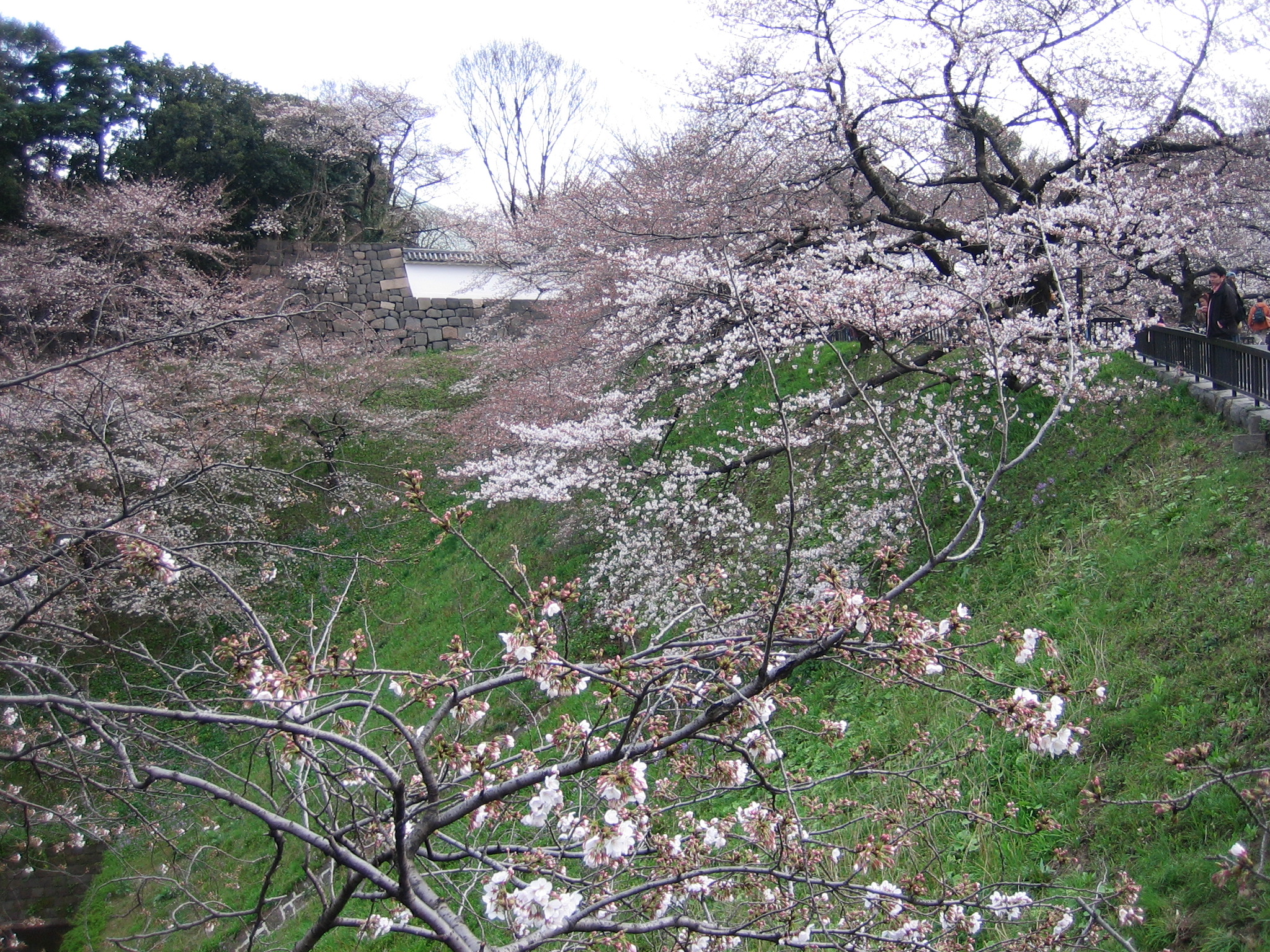
Der Damm zum Park

Der Kitanomaru-Park (jap. 北の丸公園, Kitanomaru-kōen) ist ein öffentlicher Park, der das Gebiet des Nordbezirkes der Burg Edo (北の丸, kita-no-maru), im heutigen Bezirk Chiyoda von Tokio umfasst. Auf dem früheren Ostbezirk befindet sich heute der Park Kōkyo Higashi-gyoen.
Der Kitanomaru-Park bildet zugleich einen eigenen Stadtteil mit der Postleitzahl 102-0091.

## Geschichte
Die Burg Edo war im Norden durch die „Nördliche Vorburg“ Kitanomaru geschützt, zu der man durch ein hochgelegenes Tor und eine Zugbrücke über einen Graben gelangte. Vom Kitanomaru gelangte man dann in die Stadt durch eine große Toranlage, das Tayasu-mon, und einen Damm über den hier tief eingeschnittenen „Inneren Graben“, westlich vom Damm Chidori-ga-fuchi und östlich Ushi-ga-fuchi und Shimizu-bori genannt. Die Ufer der Gräben sind heute für ihre Kirschblüte berühmt. Ein weiteres Tor, das Shimisu-mon, steht an der Ostflanke des Kitanomaru.
Beim Meireki-Brand wurden die Gebäude dort zerstört, das Gelände wurde nun für militärische Zwecke genutzt, unter anderem legte man eine Bahn zur Abrichtung von Pferden an. In der mittleren Edo-Zeit wurde das Kitanomaru von zwei der drei späteren Zweigfamilien der Tokugawa, Gosankyō genannt, nämlich von Shimizu und Tayasu bewohnt. Nach der Meiji-Restauration wurde im Kitanomaru die Kaserne der Kaiserlichen Garde angelegt.
Im Rahmen der Olympischen Spiele 1964 wurde eine große achteckige Sporthalle für traditionelle Sportarten Nippon Budōkan errichtet, die aber auch für Konzerte genutzt wird. Weiter wurde dort ein Museum für Naturwissenschaften gebaut, das Kindern und Jugendlichen den Zugang zur Naturwissenschaft und Technik vermittelt. Außerhalb der Grünanlagen, aber doch zum Park gehörend, steht dort das Nationalmuseum für moderne Kunst, zu dem das Kunsthandwerk-Museum im Backsteingebäude der Kommandantur der ehemaligen Kaiserlichen Garde gehört. Neben dem Kunsthandwerk-Museum steht ein Reiterstandbild des Prinzen Kitashirakawa (1847–1895), ein weiteres Denkmal im Park erinnert an den Premierminister der Nachkriegszeit, Shigeru Yoshida.
Der Park, wie auch die anderen Parks aus kaiserlichem Besitz, untersteht dem Umweltministerium.